# Тамарганівка
Тамарга́нівка —  село в Україні, у Куп'янському районі Харківської області. Входить до складу Куп'янської міської громади. Населення становить 44 осіб.

## Географія
Село Тамарганівка знаходиться на лівому березі річки Сенек, до села прилягають села Осадьківка і Стінка, нижче за течією на відстані 2 км розташоване село Осиново. Через село проходить залізниця, найближчі станції Осадьківка і Прокопівка.

## Історія
- 1924 - дата заснування.
- До 2020 року орган місцевого самоврядування— Осинівська сільська рада.

## Населення

### Мова
Розподіл населення за рідною мовою за даними перепису 2001 року:
| Мова       | Кількість | Відсоток |
| ---------- | --------- | -------- |
| українська | 42        | 95.45%   |
| російська  | 2         | 4.55%    |
| Усього     | 44        | 100%     |